# Felimare lapislazuli
Felimare lapislazuli is een slakkensoort uit de familie van de Chromodorididae. De wetenschappelijke naam van de soort is voor het eerst geldig gepubliceerd in 1974 door Bertsch & Ferreira.